# ارکیده‌های اردکی
ارکیده‌های اردکی (نام علمی: Caleana) نام یک سرده از تبار درازگوشان است.